# Халонг (тайфун, 2014)
Тайфун «Халонг» (англ. Typhoon Halong), на Филиппинах известен как Тайфун «Хосе» (англ. Jose) — мощный тропический циклон в западной части Тихого океана в 2014 году. Он стал 12-м штормом, получившим собственное имя, и пятым по счёту тайфуном тихоокеанского сезона ураганов 2014 года. Тайфуну была присвоена 5 категория по шкале ураганов Саффира — Симпсона.

## Метеорология

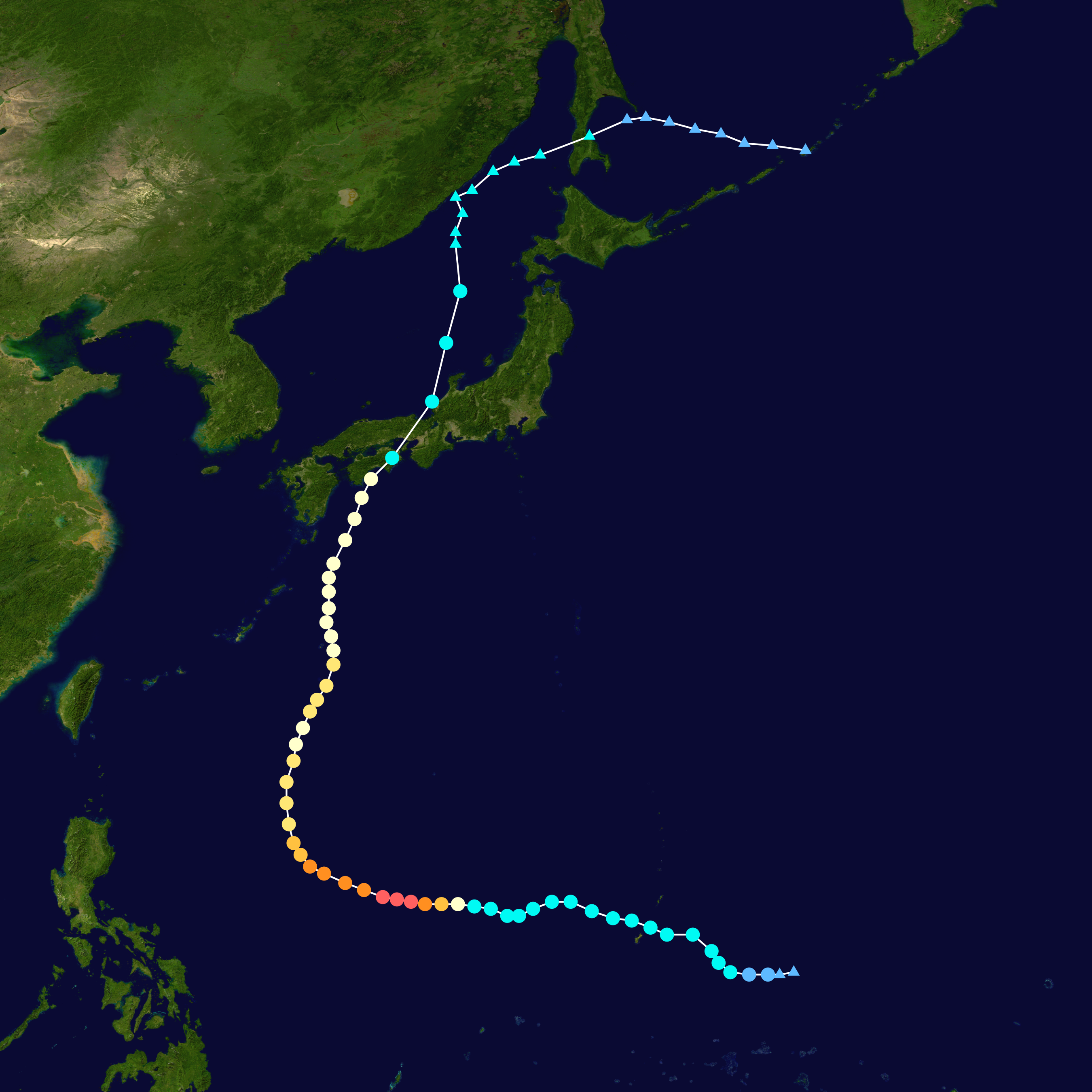
Карта движения и силы тайфуна по шкале ураганов Саффира — Симпсона

26 июля JMA зафиксировал зону низкого давления рядом с группой островов Трук. 27 и 29 июля было зафиксировано усиление шторма, JTWC обновил его статус до тропического шторма 11W. Позже в тот же день он получил имя «Халонг». Название «Халонг» было предложено вьетнамскими метеорологами в честь одноимённого архипелага. В то же время стал формироваться нечеткий глаз бури. О штормовых ветрах сообщалось так же на Гуаме.
К концу дня 30 июля JMA назвала «Халонг» жестоким тропическим штормом. На следующий день оба агентства подняли его уровень до тайфуна. «Халонг» перешёл в фазу ускорения. 2 августа его глаз стал чётче, тайфун вырос за 24 часа от 1 категории до 3-й. Ускорение продолжалось, и он достиг 5 категории с давлением, упавшим с 980 до 925 мбар за 48 часов. В тот же день JMA пересчитала минимальное давление тайфуна на 920 мбар. 4 августа «Халонг» ослабел до 4 категории, войдя в цикл замены стены глаза. На следующий день он стал ещё слабее и упал до 1 категории.
6 августа NASA сообщило о том, что тайфун вновь начал цикл замены стены глаза. JTWC вновь повысило его до тайфуна 2 категории. Цикл продолжался до 8 августа. В тот же день он ослабел до категории 1 и начал оказывать влияние на территорию Японии. JTWC понизила его до тропического шторма 9 августа, JMA сделал то же самое спустя несколько часов. «Халонг» вышел на берег над южной части Японии к 10 августа. 10 августа JTWC выпустил свое последнее сообщение о «Халонге», когда он покинул страну. 11 августа JMA выпустило своё последнее сообщение, так как он стал внетропическим. Его остатки распались 15 августа над Сибирью, где он был поглощен формирующейся внетропической системой.

## Подготовка и последствия

### Филиппины
4 августа NDRRMC предупредили жителей о возможности наводнений и оползней на Лусоне, так как тайфун усилит юго-западный муссон. PAGASA также выпустила штормовое предупреждение на Лусоне.
7 августа 2 человека пропали без вести в провинции Пангасинан из-за сильных муссонных ливней. На следующий день было сообщено об их гибели. От ливней пострадало порядка 16 000 человек. NDRRMC сообщило о повреждениях на сумму 1,62 млн песо (37 000$) сельскому хозяйству только в той же провинции.
Хотя он не привёл к оползням на Филиппинах, он навлек повреждения на сумму порядка 1,6 млрд песо.

### Япония
7 августа глаз «Халонга» был на востоке от островов Бородино, принеся ураганные ветра на территорию островов. В тот же день буря прошла в 40 км от острова. Утром 9 августа «Халонг» перешёл в цикл замены стены глаза перед тем, как достичь Японии. В тот же день стало известно о гибели 78-летнего мужчины в префектуре Ивате из-за сильного наводнения. Рано утром 10 августа «Халонг» прошёл над Сикоку как тайфун первой категории, после чего он был понижен JMA до жестокого тропического шторма. Порядка 1,6 млн человек в Японии вынуждены были эвакуироваться из-за шторма. Известно о гибели 10 человек и 96 пострадавших. Из-за тайфуна были остановлены авиарейсы и поезда, была нарушена линия электропередач. Особенно сильно пострадала префектура Миэ. Сумма повреждений на Окинаве, Коти и Вакаяме составила 3,72 млрд иен.

### Россия
11 августа в Приморье было объявлено штормовое предупреждение. На Сахалине были повреждены порядка 40 линий электропередач. В северных районах Приморья была нарушена мобильная связь и интернет. К 14 августа все последствия тайфуна на Сахалине уже были устранены.